# لولبية مالتوزية
لولبية مالتوزية (بالإنجليزية: Treponema maltophilum)‏ هي نوع من البكتيريا، سلبية الغرام، تتبع اللولبية.